# Podosphaera tridactyla
Podosphaera tridactyla (Wallr.) de Bary – gatunek grzybów należący do rodziny mączniakowatych (Erysiphaceae). Grzyb mikroskopijny, pasożyt bezwzględny roślin z rodzaju Prunus.

## Systematyka i nazewnictwo
Pozycja w klasyfikacji według Index Fungorum: Podosphaera, Erysiphaceae, Erysiphales, Leotiomycetidae, Leotiomycetes, Pezizomycotina, Ascomycota, Fungi.
Po raz pierwszy takson ten zdiagnozował w 1833 roku Carl Friedrich Wilhelm Wallroth, nadając mu nazwę Alphitomorpha tridactyla. Obecną, uznaną przez Index Fungorum nazwę nadał mu w 1870 roku Heinrich Anton de Bary.
Synonimy:
- Alphitomorpha tridactyla Wallr. 1833
- Erysiphe bertolinii Roum. 1880
- Erysiphe tridactyla (Wallr.) Rabenh. 1844
- Oidium passerinii Bertol. 1879
- Podosphaera clandestina var. tridactyla (Wallr.) W.B. Cooke 1952
- Podosphaera oxyacanthae var. tridactyla (Wallr.) E.S. Salmon 1900
- Podosphaera tridactyla var. prunicola Y.S. Paul & V.K. Thakur 2006[3].

## Morfologia
Tworzy na obydwu stronach porażonych liści biały nalot, zwykle zanikający po wytworzeniu klejstotecjów. Klejstotecja rozproszone lub w luźnych skupiskach, kuliste lub prawie kuliste, ciemnobrązowe, o średnicy 70–110 µm, zbudowane z wielokątnych komórek o szerokości do 15 µm. Przyczepki w liczbie 2–8, 1 do 8 razy większe od klejstotecjum, zwykle nierównej długości, wyrastające z wierzchołka klejstotecjum, mniej lub bardziej wyprostowane, o górnej połowie szklista, dolnej brązowej, szersze u podstawy. Ich wierzchołek jest 3 do 6 razy dychotomicznie rozgałęziony, główne gałęzie zwykle mniej lub bardziej wydłużone, a czasem lekko zakrzywione, końcowe gałęzie zaokrąglone, napęczniałe i mniej lub bardziej guzowate. Worek jeden na klejstotecjum, kulisty lub prawie kulisty, 60–80 × 60–70 µm, bez wyraźnego trzonu. Askospory po 8 w worku, jajowate do elipsoidalnych, 18–30 × 12–15 µm. Konidiofory z przegrodami. Konidia nieliczne, w łańcuszkach, szkliste, elipsoidalne, 22–45 × 14–20 µm, z granulkami fibrozyny.
Gatunek kosmopolityczny, również w Polsce pospolity na dziko rosnącej czeremsze pospolitej. U śliwy powoduje chorobę o nazwie mączniak prawdziwy śliwy.